# Coma Discount
|  | Dublet Denne artikel handler om det samme som Coma (butikskæde). (Diskutér artiklen) |

Coma Discount er en lokal, privat dagligvarekæde på Lolland-Falster stiftet i begyndelsen af 1990’erne. Kæden er ejet af købmand Henrik Jensen, som driver butikkerne med fokus på lavpris og lokal tilpasning.

## Historie
Kæden startede, da Henrik Jensen for omkring 30 år siden (ca. 1990) omdannede sin butik i Horreby fra en Supra-butik til branded Coma Discount. I 1998 havde Coma fungeret som discountkæde drevet af den tyske koncern Edeka, hvor Jensens tre butikker dengang blev en del af kæden – efter Edekas exit valgte han at bevare navnet selvstændigt.
Der blev hurtigt udvidet:  
- I år 2000 kom en butik i Marrebæk med.  
- I 2001 åbnede en i Idestrup – den største af butikkerne.  
- Senest, i 2019, blev en butik i Holeby på Lolland etableret.
Siden 2020 har Coma Discount været en del af LetKøb-kæden, hvilket betyder, at de bruger LetKøbs tilbudsavis og markedsføringsmateriale, men fortsat bevarer Coma-brandet og local buy-mindset.

## Butikker og koncept
Kæden består af fire butikker – tre på Falster (Horreby, Marrebæk, Idestrup) og én i Holeby på Lolland. Idestrup-butikken er den største med ca. 730 m² salgsareal, mens Marrebæk er den mindste med 426 m².
Coma Discount-princippet bygger på at være den lokale købmand med discountpriser og fleksibelt sortiment. Butikschefer har betydelig indflydelse over vareudvalget, som tilpasses lokalbefolkningens behov — herunder muligheden for at skaffe varer som normalt ikke findes på hylderne.
Henrik Jensen har udtalt, at målet er at tilbyde varer til så lav pris som muligt, og at de i flere tilfælde køber direkte fra leverandører for at holde priserne nede. Samtidig deltager de i LetKøbs samarbejde for at få fordelagtige kampagneaftaler og markedsføringstilskud.

## Position i dansk dagligvarehandel
Coma Discount er et eksempel på, hvordan lokale kæder kan fungere i en tid, hvor nationale kæder (som Coop, Føtex og Lidl) dominerer.
Selvom Coma er lille, har den formået at skabe overskud ved at fokusere på lokal tilpasning og lavprisstrategi.